# Carchi
Carchi é uma província do Equador localizada na região geográfica de Sierra. Sua capital é a cidade de Tulcan.
Ao norte, os rios Carchi e San Juan servem de fronteira com a Colômbia, ao sul e leste faz divisa com a província de Imbabura e a oeste com a província de Esmeraldas. O ponto mais alto da província é o vulcão de Chiles com 4 747 metros.

## Cantões
A província está dividida em 6 cantões (capitais entre parênteses):
1. Bolívar (Bolívar)
2. Espejo (El Ángel)
3. Mira (Mira)
4. Montúfar (San Gabriel)
5. San Pedro de Huaca (Huaca)
6. Tulcán (Tulcán)